# Tendrivszke
Tendrivszke (ukránul: Тендрівське), 2016-ig Komuna falu Ukrajna Herszoni területén, a Hola Prisztany-i járásban. Közigazgatásilag a Zburjivszkai községi tanácshoz tartozik. Lakossága a 2001-es népszámlálás idején 275 fő volt. Ebből 72,36%-nak ukrán, 2,91%-nak orosz az anyanyelve.